# Rose Kabuye
Rose Kabuye est née le 22 avril 1961 à Muvumba, Rwanda. Rose Kabuye est une militaire et femme politique rwandaise. Elle est membre du Front patriotique rwandais, créé par les Tutsis rwandais en exil en Ouganda et ayant pris le pouvoir en chassant le gouvernement intérimaire rwandais qui conduisit le génocide des Tutsi au Rwanda en 1994. 

## Biographie
Elle a été maire de Kigali de 1994 à 1998, membre du Parlement de 1998 à 2003 et directrice du protocole du président rwandais Paul Kagame de 2003 à 2010. Elle a le grade de lieutenant-colonel de l'armée rwandaise. 
Dans le cadre de l'enquête française sur l'attentat du 6 avril 1994 au Rwanda où l'avion du président du Rwanda Juvénal Habyarimana piloté par un équipage français fut abattu, elle fut arrêtée le 9 novembre 2008 en Allemagne à la suite du mandat d'arrêt international délivré par le juge français Jean-Louis Bruguière. Cet attentat est considéré comme l'élément déclencheur du génocide des Tutsis. 
La suite de l'instruction fut reprise par les juges français Marc Trévidic et Nathalie Poux, à la suite du départ à la retraite du juge Jean-Louis Bruguière. Rose Kabuye fut remise en liberté et autorisée à exercer toutes ses activités en avril 2009, en attendant le développement de l'instruction. Les témoins principaux de la première phase de l'instruction s'étant dédits, et les nouveaux juges ayant ordonné une enquête balistique sur le terrain, la thèse de Jean Louis Bruguière, qui n'avait pas enquêté sur place, fut mise à mal en situant les départs des tirs des missiles dans le camp militaire de Kanombe, principal camp militaire rwandais jouxtant l'aéroport de la capitale Kigali et où les rebelles du FPR n'auraient pas pu s'introduire sans réactions. Les accusations contre les Rwandais mis en examen devinrent sans objet. Un non lieu fut prononcé le 21 décembre 2018 par la justice française, dont, entre autres, Rose Kabuye fut bénéficiaire.